# Wipro Technologies
Wipro Limited (wobei „Wipro“ eine Abkürzung für seinen früheren Namen, die Western Indian Palm Refinery Oil, ist; stilisiert in Kleinbuchstaben) ist ein indisches multinationales Unternehmen, das Informationstechnologie, Beratung und Geschäftsprozessdienstleistungen anbietet. Es ist eines der führenden Big-Tech-Unternehmen in Indien („Big Six“) und weltweit. Wipro bietet seinen Kunden in 167 Ländern Dienstleistungen in den Bereichen Cloud Computing, Computersicherheit, digitale Transformation, Künstliche Intelligenz, Robotik, Datenanalyse und andere Technologieberatung an.

## Geschichte

### Die frühen prägenden Jahre
Das Unternehmen wurde am 29. Dezember 1945 in Mumbai von Mohamed Premji als „Western India Vegetable Products Limited“ gegründet, was später zu „Wipro“ abgekürzt wurde. Eigentlich war es als Produzent für Pflanzen- und raffinierte Öle in Mumbai, Maharashtra, Indien unter den Handelsbezeichnungen Kisan, Sunflower und Camel gedacht. Das Firmenlogo enthält noch immer eine Sonnenblume, wodurch das ursprüngliche Unternehmen widergespiegelt wird.
Im Jahre 1966, nach Mohamed Premjis Tod, kehrte sein Sohn Azim Premji von der Stanford University nach Hause zurück und übernahm im Alter von 21 Jahren den Vorstandsvorsitz von Wipro.
Während der 1970er und 1980er Jahre verlagerte das Unternehmen seinen Schwerpunkt auf die Informationstechnologie- und Computerbranche, welche sich zu dieser Zeit in Indien zu entwickeln begann. Am 7. Juni 1977 wurde der Name des Unternehmens von Western India Vegetable Products Limited zu Wipro Products Limited geändert.
Das Jahr 1980 markiert schließlich die Ankunft Wipros im IT-Sektor. 1982 wurde der Name erneut geändert, diesmal von Wipro Products Limited zu Wipro Limited. Wipro erweiterte sich stetig im Konsumgüterbereich, unter anderem mit „Ralak“, einer auf Tulsi basierenden Seife für die ganze Familie, und „Wipro Jasmine“, einer Toilettenseife.

### 1966–1992
1988 diversifizierte Wipro seine Produktpalette durch schwere Industriezylinder und mobile Hydraulikzylinder. Ein Joint Venture mit dem US-amerikanischen Unternehmen General Electric unter dem Namen Wipro GE Medical Systems Pvt. Ltd. wurde 1989 für Herstellung, Vertrieb und Service von Diagnose- und Bildverarbeitungsprodukten gestartet. Im Jahre 1991 wurden Kippsysteme und Eaton-Hydraulikprodukte auf den Markt gebracht. Der „Wipro Fluid Power“-Bereich brachte 1992 das entsprechende Fachwissen ein, um standardmäßige Hydraulikzylinder für Baugeräte und Kipplastersysteme herzustellen. Im Jahre 1990 schließlich wurden „Santoor-Talkumpuder“ und die Babyproduktreihe „Wipro Baby Soft“ auf den Markt gebracht.

### 1994–2000
1995 eröffnete Wipro ein Designzentrum („Odyssey 21“) zur Durchführung von Projekten und Produktentwicklungen im Bereich Advanced Technologies für Kunden in Übersee. Wipro Infotech und Wipro Systems wurden im April des gleichen Jahres mit Wipro zusammengelegt. 1999 wurde Wipro Acer erworben. Mit seinen vielen neuen Produkten wie Wipro SuperGenius-PCs wurde Wipro zu einem profitableren, facettenreicheren Unternehmen. Die SuperGenius-PCs waren übrigens die einzigen indischen Computer, die 1999 die Zertifizierung des US-amerikanischen National Software Testing Laboratory (NSTL) für die „Year 2000“ (Y2K)-Compliance im Bereich Hardware für alle Modelle erhielt.
Wipro Limited tat sich mit dem globalen Telekommunikationsriesen KPN (Royal Dutch Telecom) zusammen, um ein Joint Venture -Unternehmen unter dem Namen „Wipro Net Limited“ für Internetdienste in Indien zu gründen. Im Jahr 2000 brachte Wipro Lösungen für konvergente Netzwerke für Internet- und Telekommunikationslösungsanbieter unter den Namen Wipro OSS Smart und Wipro WAP Smart auf den Markt. Im gleichen Jahr wurde Wipro am New York Stock Exchange notiert. Anfang 2000 traten der Vizevorsitzende von Wipro, Vivek Paul, und Azim Premji an den KPMG Consulting Vizevorsitzenden Keyur Patel und CEO Rand Blazer heran, um ein Mega-Outsourcing Jointventure zwischen ihren Organisationen zu starten.

### 2001–Gegenwart
Mit der Einführung von Wipro Smartlite betrat die Wipro Consumer Care and Lighting Group den Markt für kompakte fluoreszierende Lampen. Als das Unternehmen weiter wuchs, kam eine Studie zu dem Ergebnis, dass Wipro der schnellste Wohlstandserzeuger innerhalb von 5 Jahren war (1997–2002). Im gleichen Jahr wurden Wipros eigene Laptops mit Intel Centrino-Mobilprozessoren auf den Markt gebracht. Wipro schloss außerdem eine exklusive Vereinbarung mit den Chandrika-Inhabern ab, um deren Seifenprodukte in ausgewählten Regionen Indiens zu vermarkten. Mit Wipro Consumer Care Limited wurde eine hundertprozentige Tochtergesellschaft ins Leben gerufen, die Verbrauchergüter und Beleuchtungsartikel herstellt. 2004 trat Wipro dem Billion Dollar Club bei und begann für i-Shiksha eine Partnerschaft mit Intel. Im Jahr 2006 erwarb Wipro cMango Inc., ein in den USA ansässiger Enabler für Unternehmen, die Technology-Infrastructure-Consulting anbieten und einen europäischen Anbieter für Einzelhandeslösungen. 2007 unterzeichnete Wipro einen großen Deal mit Lockheed Martin. Es schloss auch eine Vereinbarung zur Übernahme von Oki Techno Centre Singapore Pte Ltd (OTCS) ab und unterzeichnete einen Vertrag zur Partnerschaft im Bereich Forschung & Entwicklung mit Nokia Siemens Networks in Deutschland. 2008 wagte sich Wipro schließlich mit Wipro Eco Energy ins Clean-Energy-Business einzusteigen. Im April 2011 wurde eine Vereinbarung mit der Science Applications International Corporation (SAIC) über den Erwerb ihres globalen Öl- und Gas-IT-Bereichs der kommerziellen Business-Services-Einheit getroffen. Seine 17. Akquise im IT-Bereich tätigte Wipro schließlich im Jahr 2012, als es die australische Promax Applications Group (PAG) für 35 Millionen Dollar erwarb. Wipro wurde 2012 zum Arbeitgeber mit den meisten H-1B Visa -Mitarbeitern in den Vereinigten Staaten.
Im Jahr 2012 kündigte Wipro Ltd. die Abspaltung seiner Bereiche Consumer Care & Lighting (einschl. des Möbelgeschäfts), Infrastructure Engineering (Hydraulik- & Wassergeschäft) und Medical Diagnostic Product & Services an. Diese wurden zu dem eigenständigen Unternehmen Wipro Enterprises Ltd. Wipros Vergleichsvorschlag für diese Abspaltung trat am 31. März 2013 in Kraft.

## Aktie und Anteilseigner
Börsennotierung: Wipros Eigenkapitalanteile sind am Bombay Stock Exchange notiert, wo sie eine Komponente des BSE SENSEX -Index ausmachen, sowie am National Stock Exchange of India, wo sie eine S&P CNX Nifty-Komponente sind. Die American Depositary Shares des Unternehmens sind seit Oktober 2000 an der NYSE gelistet.
Anteilseigner: Am 30. September 2013 gehörten 73,51 % der Eigenkapitalanteile des Unternehmens seinen Förderern: Azim Premji, seiner Familie, Partnerunternehmen, an denen er beteiligt ist, und von ihm/seiner Familie gegründeten Treuhandgesellschaften. Die übrigen 26,49 % befinden sich im Besitz Dritter.
| Aktionäre (Stand 30. September 2013)   | Aktienbeteiligung |
| Promoter-Group geführt von Azim Premji | 73,51 %           |
| Ausländische Institutionelle Anleger   | 8,82 %            |
| Indische Öffentlichkeit                | 5,31 %            |
| Juristische Personen                   | 3,89 %            |
| Investmentfonds/UTI                    | 1,90 %            |
| NRI                                    | 1,04 %            |
| Treuhandgesellschaften/andere          | 0,84 %            |
| American Depositary Shares             | 1,93 %            |

## Mitarbeiter
Im April 2024 übernahm Srini Pallia das Amt des CEO und Managing Director von Wipro.